# Islote Viña del Mar
Die Islote Viña del Mar (spanisch) ist eine kleine Insel im Palmer-Archipel westlich der Antarktischen Halbinsel. Sie liegt nordöstlich des Kap Skottsberg im Mikkelsen Harbor der Trinity-Insel.
Teilnehmer der Schwedischen Antarktisexpedition (1901–1904) unter der Leitung Otto Nordenskjölds entdeckten sie, nahmen jedoch keine Benennung vor. Chilenische Wissenschaftler benannten sie nach der Hafenstadt Viña del Mar in Chile, einem vormaligen Hafen der chilenischen Walfangflotte.